# Метла
Метлата е домакински инструмент, служещ за измитане на помещения или улици с цел поддържане на чистотата.

## Направа
За изработката ѝ могат да бъдат използвани както естествени, така и синтетични материали, но традиционно в България се използват 20 до 50 cm дълги сухи стебла на разновидност на растението двуцветно сорго, които се свързват заедно. В други страни, например САЩ, почти всички метли се изработват от еластични синтетични влакна, чиито дължина като правило е по-малка. Метлата може да бъде както с къса, така и дълга дръжка, достигаща до два метра.

## Употреба
Метенето се извършва с движения в една и съща посока, докато боклукът се събере на купчина, след което се изхвърля с помощта на лопата.

## Метлата във фолклора и митологията
Вещиците в детските приказки обикновено се придвижват яздейки метли. Тази представа е отразена и в книгите за Хари Потър, където на метли се играе магическият спорт куидич. Друг пример е баба Яга, която се придвижва, като лети с метлата.